# Massacre des Haïtiens de 1937
Le massacre des Haïtiens de 1937, aussi connu sous le nom de massacre du Persil, est un ensemble de meurtres perpétrés en octobre 1937 en République dominicaine, après la décision du président dominicain, Rafael Leónidas Trujillo Molina (1891-1961), d'éliminer physiquement les Haïtiens travaillant dans les plantations du pays. Ce massacre est surnommé Kouto-a (« le couteau ») par les Haïtiens et El Corte (« la coupe ») par les Dominicains. Il se déroula principalement le long de la rive dominicaine de la rivière Dajabon qui marque le tracé septentrional de la frontière entre les deux pays.

## Contexte
Durant les dizaines d’années pendant lesquelles un grand nombre d’Haïtiens travaillaient dans les champs de canne à sucre au profit des compagnies sucrières américano-dominicaines, la xénophobie se développa chez certains Dominicains. Le 2 octobre 1937 le président de la République dominicaine, Rafael Trujillo, déclara qu’il fallait régler ce problème et l’ordre fut donné aux Haïtiens de quitter sur le champ la République Dominicaine sous peine de mise-à-mort : comme peu obtempérèrent, plus de 20 000 Haïtiens, hommes, femmes et enfants, furent tués au cours de cette épuration ethnique.

## Massacre
Le massacre a fait entre 20 000 et 25 000 morts selon les ministres des affaires étrangères des deux pays, plusieurs milliers pour la plupart des autres sources.
Dès le premier jour de cette tuerie, le président Trujillo se déplace à Dajabón et prononce une allocution commentant l’événement : « Depuis quelques mois, j'ai voyagé et traversé la frontière dans tous les sens du mot. Pour les Dominicains qui se plaignaient des déprédations par les Haïtiens qui vivent parmi eux, les vols de bétail, des provisions, fruits, etc., et sont ainsi empêchés de jouir en paix des fruits de leur travail, j'ai répondu, « Je vais corriger cela ». Et nous avons déjà commencé à remédier à la situation. Trois cents Haïtiens sont morts aujourd'hui à Bánica. Ce remède va se poursuivre. »
Pendant près d'une semaine, du 2 au 8 octobre 1937, les Haïtiens vont être tués avec des fusils, des machettes, des gourdins et des couteaux par les troupes dominicaines, des civils dominicains et des membres des autorités politiques locales dominicaines. Pour augmenter le nombre de morts en empêchant les Haïtiens de fuir le pays, le pont principal entre la République dominicaine et Haïti, sur la rivière Dajabon, est fermé.
Malgré les tentatives de blâmer le comportement des citoyens dominicains, il fut confirmé par des sources américaines que « des balles de fusils Krag-Jørgensen ont été retrouvées en grand nombre dans les cadavres, et que seuls les soldats dominicains disposaient de ce type de fusil ». Par conséquent, le massacre des Haïtiens a été une action calculée par le dictateur Rafael Trujillo pour homogénéiser la population dans cette zone frontalière et détruire cet embryon de « république haïtienne » que décrivaient les autorités dominicaines de l'époque face à l'importance de l'immigration haïtienne dans leur pays. La majorité des Haïtiens tués lors de cette semaine sanglante était née en République dominicaine.
L'épuration ethnique est aussi connue sous le nom de « massacre du Persil » ou « opération perejil » car les soldats dominicains avaient un brin de persil qu'ils présentaient aux suspects, ces derniers devant dire en espagnol soit que c'était du « persil » (en espagnol : perejil), soit dire « Qu'est-ce que c'est ? » en espagnol. C'était un véritable schibboleth, difficilement prononçable pour tout Haïtien, en raison de la présence de la lettre R et du son guttural de la J en espagnol dans le mot persil ou perejil,.

## Conséquences
Le régime dominicain va fermer sa frontière avec Haïti, pour permettre, après filtrage, l'arrivée de travailleurs haïtiens, à la demande des sociétés sucrières américano-dominicaines. Néanmoins, d'autres massacres seront perpétrés au cours des années suivantes. Les travailleurs haïtiens mourront également de faim, de froid et du paludisme.
En fin de compte, le président américain Franklin D. Roosevelt et le président haïtien Sténio Vincent ont demandé des indemnités à la hauteur de 750 000 dollars (
13 millions actuels), dont seulement 525 000 dollars (
9 millions actuels) ont été payés ; soit 30 dollars par victime, dont seulement 2 centimes ont été donnés aux survivants, en raison de la corruption de la bureaucratie haïtienne.[réf. nécessaire]
Depuis 1946, le dossier pour ouvrir le jugement à la cour pénale internationale est déposé à New York, à l'ONU. Il est peu probable qu'un jugement ait lieu, d'autant plus que depuis 1937, de nombreux auteurs des massacres sont décédés.